# Битка код Јаковљевог бунара
Битка код Јаковљевог бунара вођена је 1179. године између Ајубида предвођених Саладином са једне и крсташа Јерусалимске краљевине под Балдуином IV са друге стране. Део је крсташких ратова, а завршена је победом муслимана.

## Битка
Након победе у бици код Марџ Ујуна Саладин опседа новосаграђену крсташку тврђаву код Јаковљевог бунара. Опсада је трајала свега шест дана након чега је Саладин осваја и спаљује, а њене браниоце (око 800 људи) побија. Око 700 људи је заробљено. Крсташи су у тврђаву полагали велике наде. Саладину је вероватно веома сметала будући да је остао све док последња цигла није срушена.